# Mannheimer VfB Union
Mannheimer VfB Union was een Duitse voetbalclub uit Mannheim, Baden-Württemberg. De club was in 1900 een van de stichtende clubs van de Duitse voetbalbond.

## Geschiedenis
De club werd opgericht in 1897 als Mannheimer FG Union 1897. Op 11 juni 1899 was de club een van de medeoprichters van de Mannheimse voetbalbond. De club werd ook lid van de Zuid-Duitse voetbalbond en nam deel aan de eerste eindronde in 1898/99. De club kreeg in de eerste ronde een pandoering van stadsrivaal Mannheimer FG 1896 met 13:0. Een tweede optreden in de eindronde kwam er in 1904/05 toen de club kampioen van Palts werd en in een groep speelde met 1. Hanauer FC 93 en Frankfurter FC Victoria 1899 en tweede werd. In 1908 nam de club de naam Mannheimer VfB Union aan. De club ging in de nieuwe Südkreisliga spelen, waar de concurrentie groter was dan in de lokale competitie. Na een voorlaatste plaats in het eerste seizoen eindigde de club twee keer in de middenmoot.
In 1911 fuseerde de club met andere pioniers van de stad Mannheimer FG 1896 en Mannheimer FC Viktoria 1897 tot VfR Mannheim.